# Gimenell
El Gimenell és un curs d'aigua de la Catalunya del Nord, a la comarca del Rosselló, dins de la comarca dels Aspres. Discorre pels termes comunals de Queixàs, Casafabre, Sant Miquel de Llotes i d'Illa. En el seu curs mitjà és termenal entre Casafabre i Queixàs. És un riu a l'extrem oest del Rosselló, amb el seu naixement en ple Massís del Canigó, en el vessant oriental del Puig de Candell i el seu final al Riberal de la Tet, on s'aboca en el Bulès al costat meridional de la vila d'Illa. És un dels cursos d'aigua importants dels Aspres.
Es forma en el vessant est del Puig de Candell, un dels contraforts orientals del Canigó, i davalla cap al nord, travessant l'extrem sud-occidental del terme de Queixàs. Al cap de poc marca el límit dels termes de Casafabre i de Queixàs, fins que, en abandonar-los, travessa pel mig el terme de Sant Miquel de Llotes.
No té cap afluent rellevant, fent excepció d'un munt de còrrecs
 del nord-est del Massís del Canigó: la major part dels termes que travessa o passa a ran: Queixàs, Casafabre, Sant Miquel de Llotes, abans d'arribar al Riberal, a Illa.